# Antônio Ermírio de Moraes
Antônio Ermírio de Moraes GCM • ComMM • ComIH (São Paulo, 4 de junho de 1928 — São Paulo, 24 de agosto de 2014) foi um escritor, empresário, engenheiro e industrial brasileiro. Foi presidente e membro do conselho de administração do Grupo Votorantim.

## Biografia
Seu pai, o engenheiro pernambucano José Ermírio de Moraes, assumiu controle acionário do Grupo Votorantim, comprando as ações de uma empresa de tecelagem localizada na cidade homônima, no estado de São Paulo, que pertencia ao seu sogro, avô de Antônio Ermírio, o imigrante português António Pereira Inácio, e diversificando o negócio. Sua mãe, Helena Rodrigues Pereira, natural de Boituva, teve quatro filhos com José Ermírio, dos quais Antônio Ermírio foi o segundo.
Antonio Ermírio nasceu sem um rim e isso o ajudou a lutar toda a vida. Após se formar no Colégio Rio Branco, tradicional escola da cidade de São Paulo, formou-se em engenharia metalúrgica em 1949 pela Colorado School of Mines, mesma universidade que seu pai, José Ermírio, estudou. Casou em 1953 com Maria Regina, passando a lua-de-mel na Europa.
Na década de 1950, sua família foi tachada de louca por querer concorrer com os grandes produtores de alumínio, como Alcan, Alcoa e Vale, fundou a Companhia Brasileira de Alumínio. A empresa iniciou suas operações em 1955 produzindo apenas 4 mil toneladas e completou seu cinquentenário com 400 mil toneladas.
Em 1956, teve de contrair empréstimos que equivaliam a 16 meses de faturamento, na mesma época sofreu um acidente ao visitar a unidade e, queimado por soda cáustica, ficou um mês de cama - esta experiência ajudou a sedimentar em sua obsessão por conduzir o Grupo Votorantim da forma mais conservadora possível, evitando contrair dívidas.
Após assumir o grupo, Antônio Ermírio transformou-o em uma multinacional, com a aquisição de uma fábrica de cimento[carece de fontes?] Cimenteira St. Mary´s no Canadá. Expandiu o Grupo Votorantim, com mais de 60 mil funcionários, atua nas áreas de cimento, celulose, papel, alumínio, zinco, níquel, aços longos, filmes de polipropileno biorientado, especialidades químicas e suco de laranja.
Apesar de o grupo Votorantim possuir um Banco, Ermírio foi um crítico do sistema financeiro e da especulação financeira:
| “ | Se eu não acreditasse no Brasil, seria banqueiro. | ” |

Quando o Banco foi criado não se conformava com o fato dele, ocupando somente um andar e empregando poucos funcionários, ser mais lucrativo do que sua Companhia Brasileira de Alumínio. Em relação ao banco Ermírio costumava brincar que a instituição só foi criada "para não pagar os juros cobrados pelo mercado e estabelecidos pelo Banco Central".
Ao mesmo tempo que lida com matérias-primas, Ermírio deu o aval para a criação da Votorantim Ventures, a caçula das empresas do grupo criada há quase quatro anos. A Ventures é um fundo de investimento com trezentos milhões de dólares para investir em áreas tão diversas como biotecnologia, bioinformática, distribuição de MRO, serviços de datacenter e de call center, comércio eletrônico e biodiversidade.
Assim como o pai, aventurou-se na política, lançando-se à candidatura a governador nas Eleições estaduais em São Paulo em 1986 pela União Liberal Trabalhista Social (PTB, PL e PSC), ficando em segundo lugar, perdendo para Orestes Quércia, do PMDB, em uma época em que não havia segundo turno).  Durante esta experiência ficou chocado com as manobras políticas e fisiológicas, todos que o abordavam pediam cargos para poder ficar sem trabalhar.
Foi a frustração com a política que o levou a escrever peças teatrais, dizia que "a política é o maior de todos os teatros". É autor de três peças de teatro, duas já lançadas no circuito paulistano: Brasil S.A., Acorda Brasil e S.O.S Brasil. Todas as peças acabaram virando livro, a peça "Acorda Brasil" foi vista por 26 mil pessoas. Também escreveu para a Folha de S.Paulo uma coluna dominical durante 17 anos. O empresário sempre dedicou parte de seu tempo à Sociedade Beneficência Portuguesa de São Paulo, uma hora e meia todo dia. Também se dedicou à Associação Cruz Verde de São Paulo, à Fundação Antônio Prudente, entre outras organizações não governamentais.
Em 2001 deixou a presidência do conselho de administração do Grupo Votorantim e entregou o comando do conglomerado aos filhos e sobrinhos. Trabalhador incansável, uma combinação de doenças afetaram sua mente e seus movimentos, imobilizando-o numa cama, levando-o a sofrer de hidrocefalia e mal de Alzheimer.

## Resultados e homenagens
A fortuna pessoal do empresário quando faleceu foi estimada em US$ 12,7 bilhões, segundo Forbes em 2014, o que o torna uma das pessoas mais ricas do mundo.
Pela intensa atividade social e pela trajetória empresarial ascendente, o empresário é um ícone da classe empresarial industrial. O currículo exibe ainda o Prêmio Eminente Engenheiro do Ano, mérito reconhecido em 1979. Em 2003 recebeu a Medalha do Conhecimento do Governo Federal.
Sua família ganhou o destaque do Prêmio Octavio Frias de Oliveira, tanto pela administração do Hospital Beneficência Portuguesa há mais de 50 anos, quanto pela participação no conselho curador e da rede voluntária do Hospital A.C. Camargo e a atuação e ser uma das maiores doadoras da Associação de Assistência à Criança Deficiente.
Em 1972, Moraes foi agraciado com o grau de Comendador da Ordem do Infante D. Henrique, de Portugal. Em 1979, foi admitido à Ordem do Mérito no grau de Grande-Oficial, sendo promovido em março de 1996 ao seu último grau, a Grã-Cruz. Em outubro do mesmo ano, no Brasil, foi admitido pelo presidente Fernando Henrique Cardoso à Ordem do Mérito Militar no grau de Comendador especial.
Participou com relevantes serviços em projetos humanitários como Associado do Rotary Club de São Paulo.

## Corinthians
Sempre citado pelo clube, e também por alvinegros em geral como um dos torcedores mais ilustres, Antônio Ermírio de Moraes era conselheiro vitalício do Sport Club Corinthians Paulista.

## Morte
Antonio Ermírio morreu na noite de 24 de agosto de 2014, em São Paulo, aos 86 anos, em decorrência de insuficiência cardíaca.

## Família
Teve 9 filhos, entre eles Regina de Moraes, presidente da ONG Velho Amigo. Seu filho Carlos Ermírio de Moraes faleceu em 18 de agosto de 2011 após lutar durante 4 anos contra um câncer.